# Iosa (famiglia)
La famiglia Iosa è un'importante casata nobiliare italiana. 

## Storia della famiglia

### Le origini storiche
La famiglia Iosa (nota anche come Josa o Sosa) prende il nome dal paese spagnolo di origine, Josa, dove godeva di antica nobiltà. La sua presenza in Italia risale all'anno Mille ed è dovuta al barone - di nomina normanna - Roderigo Sosa, il quale, per aver combattuto la guerra santa di liberazione a fianco di Ruggero I di Sicilia contro i Musulmani, ebbe nel 1098 in feudo Raululia (oggi Camastra, in provincia di Agrigento), feudo che la famiglia riuscì a conservare ininterrottamente per trecento anni, nel periodo normanno, nel periodo svevo, nel periodo angioino e in quello aragonese.
Tra i discendenti siciliani di Roderigo Sosa troviamo il dominus Eximenio (Scimene) Sosa, feudatario con i suoi eredi di Camastra, nonché di Bordonaro (1292-1345), in provincia di Palermo, di Rafaulica (1292-1345) e di Rambici (1335-1342), in provincia di Enna (antica Castrogiovanni). Altri discendenti del barone Roderigo e di Eximenio (Scimene) Sosa erano i Sosa di Messina e quelli di Catania. Tra gli eredi di Eximenio (Scimene) Sosa c'era anche Macalda Sosa, a cui era assegnato il feudo di Camastra, la quale si imparentava con i principi di Palagonia. Matteo Palagonia, figlio di Francesco Palagonia e di Macalda Sosa, e i suoi eredi continuarono a possedere il feudo di Camastra (1098-1398).
A Messina si trovavano anche il barone Bernardo Josa, morto nel 1400, e sua figlia Filippa, che nel 1396 andò in sposa a Pier Antonio de Filesio, giurato prima e in seguito ambasciatore della città di Agrigento presso il Viceré.
Tra i Sosa di Catania figuravano Siminello, Eleonora e Roderigo jr, figli del miles Roderigo e di Elisabetta Sosa.
Un altro ramo molto importante della famiglia era quello dei fratelli Asnarus e Montaneiro Sosa. Asnarus Peris Sosa, milite, era nel 1309 Stratigoto di Messina. Montaneiro, barone, era dal 1292 feudatario di Gagliano Castelferrato (1292-1350), in provincia di Enna (antica Castrogiovanni), nonché padrone dell'antico Castello di Gagliano. I due fratelli Sosa ottenevano i privilegi feudali perché parteciparono alla guerra dei Vespri siciliani. Nel 1282 con re Pietro III d'Aragona, detto il Grande, marito di Costanza di Svevia, misero fine al dominio francese in Sicilia di Carlo I d'Angiò, alleato di Papa Clemente IV. Montaneiro Sosa passò inoltre alla storia per il cosiddetto "Fatto di Gagliano", in cui, con un gioco di astuzie, riuscì ad attirare in una trappola l'esercito francese che subì una pesante sconfitta, ed è più volte indicato nelle fonti narrative come familiare dei reali di Aragona, essendo in effetti un familiare fedelissimo di re Federico III di Sicilia (o di Trinacria), celebrato da Dante Alighieri nella Divina Commedia come "l'onor di Cicilia e d'Aragona".
Nel 1345 il feudo di Gagliano passava nelle mani di Martino Sosa, figlio di Montaneiro. Il giovane barone Martino, morto in battaglia nel 1350, lasciando vedova la contessa Anna, figlia di Scaloro degli Uberti, parente di Farinata degli Uberti e conte di Assoro e barone di Gatta, Condrò e Raffadali durante il Vespro siciliano, fu anche tutore di Siminello o Ximinello Sosa, figlio del miles Roderigo e di Elisabetta Sosa di Catania.
I Sosa si trasferivano nel Regno di Napoli dopo che re Alfonso V d'Aragona nel 1443 unificò il Regno di Sicilia e il Regno di Napoli. La famiglia Sosa passava a Solopaca, in provincia di Benevento, e successivamente a Campobasso in Contado di Molise. Nel 1580 Cola Josa (Sosa) nasceva a Celenza Valfortore, in provincia di Capitanata. Il medico Giuseppe Antonio Josa, nipote di Cola, nel 1670 si sposava in Carlantino, allora Casale di Celenza, e qui fissava la sua nuova dimora. Battezzato in Celenza Valfortore in data 1º agosto 1648 e deceduto in Carlantino in data 1º ottobre 1677, sposava il 6 ottobre 1670 Chiara Olivelli, figlia di Giambattista e di Angela Coscia, appartenente ad un'antica e nobile famiglia del Regno di Napoli, proprietaria di diversi terreni ex Feudo in zona di Capitanata.. Nel 1711 l'arcivescovo di Benevento, Cardinale Orsini, futuro Papa Benedetto XIII, restava a lungo ospite nella casa di Carlantino della famiglia Josa.

### Iosa nel XVII secolo
Il magnifico Giuseppe Josa di Carlantino era avvocato fiscale, banchiere e vicario amministratore del Regio Demanio di Campobasso. Figlio di Giovanni (nato nel 1671 e morto nel 1714) e di Angela Orsi, nasceva a Carlantino il 23 Febbraio 1699, dove moriva il 29 Aprile 1776. Sposava il 18 Giugno 1720 Eleonora Pinto. Il Demanio Regio era, per la dottrina giuridica meridionale, il patrimonio della Corona che non era stato oggetto di alienazione o di concessione. In questo senso il termine demanium era riservato dalle fonti legislative ai beni non concessi in feudo. Giuseppe Josa svolse la prestigiosa ed influente funzione di reggente della Vicarìa di Campobasso in un momento storico delicato per la vita di questa città. Infatti, Marcello Carafa , erede del duca Mario Carafa, da poco era entrato in possesso dei feudi di Jelsi e di Campobasso. Si trattava di un'eredità gravata da moltissimi debiti, che si aggiravano complessivamente intorno ai 70-80.000 ducati. L'apprezzo dei beni feudali, fatto dal Regio ingegnere Giuseppe Stendardo alla morte di Mario Carafa, risultava essere di 29.318 ducati per il feudo di Jelsi e di 102.841 ducati per il feudo di Campobasso. Per questi motivi, nel 1738, i cittadini di Campobasso si ribellarono e chiesero l'annessione della loro città al Demanio Regio, dichiarandosi pronti a pagare il valore stabilito dall'apprezzo. In pratica, un buon numero di borghesi campobassani decise di sfidare il possidente Marcello Carafa, esercitando il diritto di prelazione e cioè offrendo alla Regia Corte la stessa somma per far sì che la città diventasse demaniale e, una volta dipendente direttamente dal potere Regio, potesse essere ricomprata – come consentiva la legislazione vigente – dagli stessi cittadini con il proprio denaro. La causa venne risolta nel 1740 in favore della città molisana, nonostante la dura opposizione del duca Marcello Carafa, rimasto nel frattempo feudatario di Jelsi. Così il 04 Marzo 1742 la comunità di Campobasso riscattava la città e si liberava definitivamente dal feudatario Carafa, eleggendo un semplice cittadino a tutela della vita della collettività: Salvatore Romano, contadino di umili origini, garante di una discendenza di ben dodici figli maschi. I cittadini demanisti di Campobasso, finanziati anche dal Banco Josa, anticiparono in questo modo sia la rivoluzione francese che la successiva abolizione della feudalità del 1806. Tra i successori di Giuseppe si distinguevano nel 1700 i figli Michele e Nicola Josa, entrambi banchieri. Il primo era dotto giureconsulto e avvocato napoletano, il secondo noto dottore in filosofia e medicina. Giuseppe Josa, primo figlio di Michele, era medico in Campobasso. Giambattista Josa, fratello di Giuseppe, era dottor fisico di Scuola Salernitana, protomedico di Campobasso, capitano della Guardia Civica e sindaco di Carlantino, in provincia di Foggia, nel 1813, nel 1827 e nel 1830. Nicola Josa di Michele, nato nel 1786, era medico e sindaco di Carlantino nel 1838 e nel 1848. Elisabetta Josa, figlia di Nicola e di Anna Maria Marsico, era la bisnonna paterna di Donato Menichella, direttore generale dell'IRI e governatore della Banca d'Italia dal 1948 al 1960.
Pasquale Josa, figlio di Giambattista e di Maria Giuseppa Marsico, era avvocato e sindaco per più mandati di Gambatesa, in provincia di Campobasso.

### Esponenti della famiglia Iosa nella politica e nella vita sociale italiana
Guglielmo Josa, nipote di Pasquale Josa, nasceva a Gambatesa il 22 dicembre 1870 ed ivi moriva a 91 anni il 20 settembre 1961. Era figlio di Giambattista Josa, medico chirurgo, e di Erminia Rosaria Guglielmi. Aveva una sola sorella, Maria Elisa Josa, nata a Gambatesa il 24 agosto 1872. Quest'ultima sposava il 20 ottobre 1895 Francesco Giacinto Salvatore D'Alessandro, medico chirurgo, figlio del notaio Giovannantonio, proprietario del castello di Capua di Gambatesa, e di Adelaide Petruccelli. Guglielmo Josa nel 1896 si laureava in scienze agrarie presso la Scuola superiore di agricoltura di Portici e dal 1899 era chiamato a dirigere per 39 anni la cattedra di agricoltura a Campobasso, sede distaccata di quella dell'Università di Napoli. Il 6 aprile 1924 veniva nominato deputato del Regno nella XXVII Legislatura, il 24 marzo 1929 veniva nominato deputato del Regno nella XXVIII Legislatura, il 1º marzo  1934 veniva nominato senatore del Regno nella XXIX Legislatura e il 23 marzo 1939 veniva di nuovo nominato senatore del Regno nella XXX Legislatura. Nel luglio 1928, nel governo Mussolini, era sottosegretario di Stato per l'Agricoltura al Ministero dell'economia nazionale, ministro Alessandro Martelli. Nel settembre 1929, nel governo Mussolini, era sottosegretario di Stato al Ministero delle corporazioni, ministro Giuseppe Bottai. Era membro del Consiglio Superiore dell'Economia e del Consiglio Nazionale delle Ricerche, nonché membro della Commissione per le petizioni nel 1936, della Commissione dell'economia corporativa e dell'autarchia nel 1939 e segretario della Commissione dell'agricoltura dal 1939 al 1943. Era Cavaliere dell'Ordine della Corona d'Italia, Ufficiale dell'Ordine della Corona d'Italia, Commendatore dell'Ordine della Corona d'Italia, Grande Ufficiale dell'Ordine della Corona d'Italia e Cavaliere dell'Ordine dei Santi Maurizio e Lazzaro. Era stato negli anni 1931-1934 presidente del Consiglio Provinciale del Molise. Era stato presidente del Consorzio agrario cooperativo molisano. Era stato, inoltre, membro del Consiglio superiore per l'istruzione agraria (1919-1920), della Commissione permanente per le risaie, della Commissione per le case operaie. Aveva fondato l'istituto agrario di Larino. Guglielmo Josa, Accademico dei Georgofili di Firenze, era amico personale di Giovanni Agnelli (1866-1945), patriarca della famiglia Agnelli e fondatore della FIAT, di Dino Grandi, ministro degli Affari Esteri, Guardasigilli e ambasciatore a Londra, di Renato Angiolillo, fondatore, editore e direttore del quotidiano Il Tempo, di Giovanni Giuriati, presidente della Camera dei deputati e più volte ministro durante il ventennio fascista, nonché di Giuseppe Bottai, governatore di Roma, governatore di Addis Abeba, ministro delle Corporazioni e ministro dell'Educazione Nazionale. Autore di numerose monografie di scienze agrarie e di molteplici interventi in Parlamento per l'agricoltura italiana. Innovatore delle pratiche agrarie, dal 1899 in poi, pubblicava più di un centinaio di trattati di agricoltura ed agraria sperimentale. A partire dal 1937 collaborava a diverse riviste di agricoltura. I suoi sforzi scientifici si concentrarono verso l'allevamento del bestiame, l'ovicoltura e la frutticoltura. Il risultato migliore di questi saggi resta il “frutteto sperimentale” da lui istituito in agro di Gambatesa. Personalità ancorata ai sani principi, era stato uno dei pochi a rifiutare la pensione di deputato elargita dalla Repubblica Italiana. In omaggio al suo grande valore tecnico ed alla sua integrità di uomo, il comune di Gambatesa intitolava la Scuola Media Statale in sua memoria.
Gaetano Josa, ultimo figlio di Giambattista e di Maria Giuseppa Marsico, era vice pretore del Regno e più volte sindaco di Carlantino.
Giambattista Josa, figlio di Gaetano e di Giovannina De Simone, era professore universitario, Cav. medico ufficiale dell'Aquila Reale, medico della Croce Rossa e capo reparto degli Ospedali Militari.
Alfonso Josa, fratello più piccolo di Giambattista, era avvocato, vice prefetto vicario di Foggia, di Pieve di Cadore e di Reggio Calabria, membro della deputazione provinciale di Foggia e presidente della Reale Commissione per la ricostruzione di Messina e Reggio Calabria, distrutte dal catastrofico terremoto del 1908.
Tra i rappresentanti dell'illustre ramo di Carlantino, ricco anche di uomini di Chiesa, figurano Gaetano, Cavaliere dell'Ordine al Merito della Repubblica Italiana e Ufficiale superiore delle Forze Armate, e Girolamo, nato nel 1944, figli di Gennaro Carlo Domenico Josa, ultimogenito di Gaetano Josa.

### Esponenti importanti della famiglia Iosa
Tra gli esponenti più importanti della famiglia si menzionano Massimo Iosa Ghini, architetto e designer di fama internazionale, figlio di Renzo Ghini e Lucia Iosa, ambasciatore del design italiano nel mondo ; Antonio Iosa, fondatore e presidente del Circolo culturale Carlo Perini, al quale il Comune di Milano nel 2002 conferiva l'Ambrogino d'oro , morto nel 2019 e sepolto per volontà della Giunta Comunale meneghina nel Famedio del Cimitero monumentale di Milano ; Luigi Iosa, figlio di Girolamo, avvocato cassazionista esperto in contenzioso bancario , noto per aver portato avanti il processo internazionale sui gioielli milionari indossati da Maria Angiolillo, la "regina dei salotti romani"  e segretario generale del Premio Donato Menichella della storica Fondazioene del Grande ufficiale Elio Michele Greco ; Danilo Carlo Petrucci, pilota motociclistico italiano, figlio di Danilo Petrucci e di Neviana Iosa, figlia del noto imprenditore di Terni Carlo Iosa ; Marco Iosa, scienziato della Fondazione Santa Lucia di Roma, Ospedale di Neuroriabilitazione, già docente di Biomeccanica e Analisi quantitativa all'Università degli studi di Roma Tor Vergata, attualmente professore all'Università degli Studi di Roma "La Sapienza", figlio di Aldo, già consigliere della IX Circoscrizione di Roma, nipote di Nilo e Fausto Iosa, due icone del tifo calcistico dell'AS Roma .

## Stemma nobiliare
L'antica arma della famiglia Iosa era rappresentata da uno scudo sannitico inquartato in decusse d'argento e d'azzurro.